# Super Bowl X
Super Bowl X was de tiende editie van de Super Bowl, de American Football-finale tussen de kampioenen van de National Football Conference en de American Football Conference van 1975. De Super Bowl werd op 18 januari 1976 gehouden in de Miami Orange Bowl in Miami. De Pittsburgh Steelers wonnen de wedstrijd met 21–17 tegen de Dallas Cowboys en werden zo de kampioen van de National Football League.

## Play-offs
Play-offs gespeeld na het reguliere seizoen.
| 1 | Pittsburgh Steelers (Centraal-winnaar) | Minnesota Vikings (Centraal-winnaar) |
| 2 | Oakland Raiders (West-winnaar)         | Los Angeles Rams (West-winnaar)      |
| 3 | Baltimore Colts (Oost-winnaar)         | St. Louis Cardinals (Oost-winnaar)   |
| 4 | Cincinnati Bengals                     | Dallas Cowboys                       |

|  | Divisional Play-offs            | Divisional Play-offs           |                              |    | NFC & AFC Championships | NFC & AFC Championships |  |  | Super Bowl X | Super Bowl X |
|  |                                 |                                |                              |    |                         |                         |  |  |              |              |
|  |                                 |                                |                              |    |                         |                         |  |  |              |              |
|  | Three Rivers Stadium, 27 dec.   |                                |                              |    |                         |                         |  |  |              |              |
|  |                                 |                                |                              |    |                         |                         |  |  |              |              |
|  | Pittsburgh Steelers             | 28                             |                              |    |                         |                         |  |  |              |              |
|  | Pittsburgh Steelers             | 28                             | Three Rivers Stadium, 4 jan. |    |                         |                         |  |  |              |              |
|  | Baltimore Colts                 | 10                             |                              |    |                         |                         |  |  |              |              |
|  | Baltimore Colts                 | 10                             | Pittsburgh Steelers          | 16 |                         |                         |  |  |              |              |
|  | Oakland Coliseum, 28 dec.       |                                | Pittsburgh Steelers          | 16 |                         |                         |  |  |              |              |
|  |                                 | Oakland Raiders                | 10                           |    |                         |                         |  |  |              |              |
|  | Oakland Raiders                 | Oakland Raiders                | 10                           | 31 |                         |                         |  |  |              |              |
|  | Oakland Raiders                 |                                | Miami Orange Bowl, 18 jan.   | 31 |                         |                         |  |  |              |              |
|  | Cincinnati Bengals              | 28                             |                              |    |                         |                         |  |  |              |              |
|  | Cincinnati Bengals              | 28                             | Pittsburgh Steelers          | 21 |                         |                         |  |  |              |              |
|  | L.A. Memorial Coliseum, 27 dec. |                                | Pittsburgh Steelers          | 21 |                         |                         |  |  |              |              |
|  |                                 | Dallas Cowboys                 | 17                           |    |                         |                         |  |  |              |              |
|  | Los Angeles Rams                | Dallas Cowboys                 | 17                           | 35 |                         |                         |  |  |              |              |
|  | Los Angeles Rams                | L.A. Memorial Coliseum, 4 jan. |                              | 35 |                         |                         |  |  |              |              |
|  | St. Louis Cardinals             | 23                             |                              |    |                         |                         |  |  |              |              |
|  | St. Louis Cardinals             | 23                             | Los Angeles Rams             | 7  |                         |                         |  |  |              |              |
|  | Metropolitan Stadium, 28 dec.   |                                | Los Angeles Rams             | 7  |                         |                         |  |  |              |              |
|  |                                 | Dallas Cowboys                 | 37                           |    |                         |                         |  |  |              |              |
|  | Minnesota Vikings               | Dallas Cowboys                 | 37                           | 14 |                         |                         |  |  |              |              |
|  | Minnesota Vikings               |                                |                              | 14 |                         |                         |  |  |              |              |
|  | Dallas Cowboys                  | 17                             |                              |    |                         |                         |  |  |              |              |
|  | Dallas Cowboys                  | 17                             |                              |    |                         |                         |  |  |              |              |